# Hokej na lodzie na Zimowych Igrzyskach Olimpijskich 2018 – turniej kobiet
Turniej olimpijski w hokeju na lodzie kobiet podczas XXIII Zimowych Igrzysk Olimpijskich w Pjongczangu był szóstą edycją w historii i odbył się w dniach od 10 do 22 lutego 2018 roku. Do rywalizacji przystąpiło 8 drużyn, podzielonych na dwie grupy. Turniej obejmował dwadzieścia dwa spotkania: 12 w fazie grupowej, 4 w spotkaniach o miejsca 5-8, dwa ćwierćfinały, dwa półfinały oraz po jednym meczu o brązowy oraz złoty medal. W fazie grupowej zmagania toczyły się systemem kołowym (tj. każdy z każdym, po jednym meczu). Po zakończeniu tego poziomu rozgrywek rozpoczęła się decydująca faza pucharowa. W ćwierćfinałach zagrały ze sobą zespoły z miejsc 3-4 grupy A oraz 1-2 grupy B. Zwycięzcy tych spotkań spotkali się w półfinałach z dwoma najlepszymi zespołami z grupy A. W spotkaniach decydujących o kolejnych miejscach uczestniczyły dwa najgorsze zespoły grupy B oraz drużyny, które przegrały w ćwierćfinale.
Większość spotkań rozegrana została w hali Kwandong Hockey Center. Natomiast półfinały i mecz o złoty medal rozegrane zostały w Gangneung Hockey Centre. W turnieju zadebiutowali gospodarze Korea.
Turniej był jednocześnie kwalifikacjami do mistrzostw świata w 2019 roku.
Obrończyniami złotych medali były Kanadyjki, które w Soczi pokonały po dogrywce Amerykanki 3:2 (0:0, 0:1, 2:1, 1:0).
Mistrzostwo olimpijskie wywalczyły po 20 letniej przerwie Amerykanki pokonując w finale Kanadyjki w serii rzutów karnych 3:2 (1:0, 0:2, 1:0, 0:0, 1:0).

## Kwalifikacje
W porównaniu do poprzednich igrzysk liczba drużyn pretendujących do udziału w igrzyskach poprzez turnieje kwalifikacyjne zwiększyła się z 18 drużyn do 22. Uczestniczyły one w czterostopniowych kwalifikacjach. Drużyny, które zwyciężyły w decydującej – finałowej rundzie zmagań awansowały do turnieju olimpijskiego. Już wcześniej na podstawie rankingu IIHF z roku 2016 miało zapewniony bezpośredni awans pięć drużyn oraz gospodarz turnieju – Korea.

## Sędzie
Federacja IIHF wybrała dziesięć pań do sędziowania spotkań turnieju olimpijskiego jako sędzie główne, zaś dziewięć jako sędzie liniowe.
| Główne - Gabrielle Ariano-Lortie - Nicole Hertrich - Aina Hove - Drahomira Fialova - Nikoleta Celárová - Gabriella Gran - Katarina Timglas - Dina Allen - Katie Guay - Melissa Szkola |  | Liniowe - Justine Todd - Zuzana Svobodová - Jenni Heikkinen - Johanna Tauriainen - Charlotte Girard-Fabre - Lisa Linnek - Nataša Pagon - Veronica Johansson - Jessica Leclerc |

## Składy
- Finlandia – Bramkarki: Meeri Räisänen, Noora Räty, Eveliina Suonpää, Obrończynie: Jenni Hiirikoski, Mira Jalosuo, Isa Rahunen, Rosa Lindstedt, Ella Viitasuo, Minnamari Tuominen, Ronja Savolainen, Napastniczki: Venla Hovi, Linda Välimäki, Anniina Rajahuhta, Riikka Välilä, Petra Nieminen, Emma Nuutinen, Sanni Hakala, Noora Tulus, Sara Säkkinen, Saila Saari, Michelle Karvinen, Tanja Niskanen, Susanna Tapani, Trener: Pasi Mustonen[2]
- Japonia – Bramkarki: Nana Fujimoto, Akane Konishi, Mai Kondo, Obrończynie: Shiori Koike, Ayaka Toko, Sena Suzuki, Mika Hori, Akane Hosoyamada, Aina Takeuchi, Aoi Shiga, Napastniczki: Haruna Yoneyama, Yurie Adachi, Chiho Osawa, Moeko Fujimoto, Haruka Toko, Rui Ukita, Naho Terashima, Suzuka Taka, Miho Shishiuchi, Hanae Kubo, Tomomi Iwahara, Ami Nakamura, Shoko Ono, Trener: Shoko Ono[3]
- Kanada – Bramkarki: Ann-Renée Desbiens, Geneviève Lacasse, Shannon Szabados, Obrończynie: Jocelyne Larocque, Brigette Lacquette, Lauriane Rougeau, Laura Fortino, Meaghan Mikkelson, Renata Fast, Napastniczki: Meghan Agosta, Rebecca Johnston, Laura Stacey, Jenn Wakefield, Jillian Saulnier, Mélodie Daoust, Bailey Bram, Brianne Jenner, Sarah Nurse, Haley Irwin, Natalie Spooner, Emily Clark, Marie-Philip Poulin, Blayre Turnbull, Trener: Laura Schuler[4]
- Korea – Bramkarki: Genevieve Knowles, Han Do-hee, Ri Pom, Shin So-jung Obrończynie: Eom Su-yeon, Kim Se-lin, Park Ye-eun, Park Chae-lin, Park Yoon-jung, Cho Mih-wan, Hwang Chung-gum, Hwang Sol-gyong, Ryu Su-jong, Choe Jong-hui, Napastniczki: Ko Hye-in, Kim Un-hyang, Caroline Park, Choi Yu-jung, Danelle Im, Park Jong-ah, Choi Ji-yeon, Kim Hee-won, Lee Eun-ji, Ryo Song-hui, Jo Su-sie, Han Soo-jin, Kim Un-jong, Lee Yeon-jeong, Jung Si-yun, Kim Hyang-mi, Jong Su-hyon, Lee Jing-yu, Jin Ok, Choe Un-gyong, Randi Griffin, Trener: Sarah Murray[5]
- Olimpijki rosyjskie – Bramkarki: Waleria Tarakanowa, Nadieżda Aleksandrowna, Nadzieżda Morozowa, Obrończynie: Angielina Gonczarienko, Liana Ganiejewa, Jekaterina Łobowa, Nina Pirogowa, Maria Batałowa, Swietłana Tkaczewa, Jekatrina Nikołajewa, Napastniczki: Ludmiła Bieliakowa, Waleria Pawłowa, Fanuza Kadirowa, Olga Sosina, Diana Kanajewa, Jekatierina Łichaczjowa, Aliona Starowojtowa, Jelena Dergaczowa, Alewtina Sztariewa, Wiktoria Kuliszowa, Jekaterina Smolina, Jewgienia Diupina, Anna Szochina, Trener: Aleksiej Czistjakow[6]
- Stany Zjednoczone – Bramkarki: Nicole Hensley, Alex Rigsby, Maddie Rooney, Obrończynie: Lee Stecklein, Cayla Barnes, Megan Keller, Kali Flanagan, Monique Lamoureux-Morando, Emily Pfalzer, Kacey Bellamy, Sidney Morin, Napastniczki: Meghan Duggan, Haley Skarupa, Kelly Pannek, Brianna Decker, Jocelyne Lamoureux-Davidson, Gigi Marvin, Hannah Brandt, Hilary Knight, Dani Cameranesi, Kendall Coyne, Amanda Kessel, Amanda Pelkey, Trener: Robb Stauber[7]
- Szwajcaria – Bramkarki: Janine Alder, Andrea Brändli, Florence Schelling, Obrończynie: Nicole Gass, Shannon Sigrist, Sabrina Zollinger, Christine Meier, Laura Benz, Livia Altmann, Nicole Bullo, Stefanie Wetli Napastniczki: Sarah Forster, Lara Stalder, Lisa Rüedi, Sara Benz, Evelina Raselli, Monika Waidacher, Nina Waidacher, Tess Allemann, Isabel Waidacher, Alina Müller, Dominique Rüegg, Phoebe Stänz, Trener: Daniela Diaz[8]
- Szwecja – Bramkarki: Sara Grahn, Minatsu Murase, Sarah Berglind, Obrończynie: Emmy Alasalmi, Johanna Fällman, Johanna Olofsson, Annie Svedin, Emilia Ramboldt, Maja Nylén Persson, Elin Lundberg, Napastniczki: Sara Hjalmarsson, Sabina Küller, Lisa Johansson, Pernilla Winberg, Anna Borgqvist, Maria Lindh, Fanny Rask, Erica Udén Johansson, Rebecca Stenberg, Erika Grahm, Hanna Olsson, Emma Nordin, Olivia Carlsson Trener: Leif Boork[9]

## Faza grupowa
Czas rozpoczęcia spotkań według czasu lokalnego.

### Grupa A
Wyniki
| 11 lutego 2018 | Finlandia | 1:3 | Stany Zjednoczone | Kwandong Hockey Center, Gangneung |

| Szczegóły      | Szczegóły             | Szczegóły       | Szczegóły                                                                                | Szczegóły |
| -------------- | --------------------- | --------------- | ---------------------------------------------------------------------------------------- | --- |
| Godzina: 16:40 | Venla Hovi (EQ) 19:54 | (1:0, 0:2, 0:1) | 28:58 (EQ) Monique Lamoureux-Morando 31:29 (PP) Kendall Coyne 59:47 (EQ) Dani Cameranesi | Widzów: 4032 Sędzia główny: Nicole Hertrich Aina Hove Sędziowie liniowi: Charlotte Girard-Fabre Veronica Johansson |
| Godzina: 16:40 | 8 min. kar            |                 | 4 min. kar                                                                               | Widzów: 4032 Sędzia główny: Nicole Hertrich Aina Hove Sędziowie liniowi: Charlotte Girard-Fabre Veronica Johansson |

| 11 lutego 2018 | Kanada | 5:0 | Olimpijki rosyjskie | Kwandong Hockey Center, Gangneung |

| Szczegóły      | Szczegóły | Szczegóły       | Szczegóły   | Szczegóły |
| -------------- | --- | --------------- | ----------- | --- |
| Godzina: 21:10 | Rebecca Johnston (EQ) 21:55 Haley Irwin (PP) 24:13 Mélodie Daoust (EQ) 35:58 Rebecca Johnston (PP2) 48:41 Mélodie Daoust (EQ) 50:44 | (0:0, 3:0, 2:0) |             | Widzów: 3912 Sędzia główny: Nikoleta Celárová Katarina Timglas Sędziowie liniowi: Jenni Heikkinen Lisa Linnek |
| Godzina: 21:10 | 4 min. kar |                 | 14 min. kar | Widzów: 3912 Sędzia główny: Nikoleta Celárová Katarina Timglas Sędziowie liniowi: Jenni Heikkinen Lisa Linnek |

| 13 lutego 2018 | Kanada | 4:1 | Finlandia | Kwandong Hockey Center, Gangneung |

| Szczegóły      | Szczegóły | Szczegóły       | Szczegóły                | Szczegóły                                                                                                   |
| -------------- | --- | --------------- | ------------------------ | --- |
| Godzina: 16:40 | Meghan Agosta (EQ) 00:35 Marie-Philip Poulin (EQ) 17:11 Mélodie Daoust (EQ) 28:19 Jillian Saulnier (EQ) 38:26 | (2:0, 2:0, 0:1) | 47:17 (EQ) Riikka Välilä | Widzów: 3879 Sędzia główny: Dina Allen Melissa Szkola Sędziowie liniowi: Veronica Johansson Jessica Leclerc |
| Godzina: 16:40 | 8 min. kar |                 | 10 min. kar              | Widzów: 3879 Sędzia główny: Dina Allen Melissa Szkola Sędziowie liniowi: Veronica Johansson Jessica Leclerc |

| 13 lutego 2018 | Stany Zjednoczone | 5:0 | Olimpijki rosyjskie | Kwandong Hockey Center, Gangneung |

| Szczegóły      | Szczegóły | Szczegóły       | Szczegóły  | Szczegóły |
| -------------- | --- | --------------- | ---------- | --- |
| Godzina: 21:10 | Kacey Bellamy (EQ) 08:02 Jocelyne Lamoureux-Davidson (EQ) 31:46 Jocelyne Lamoureux-Davidson (EQ) 31:52 Gigi Marvin (EQ) 34:48 Hannah Brandt (EQ) 58:23 | (1:0, 3:0, 1:0) |            | Widzów: 3797 Sędzia główny: Gabrielle Ariano-Lortie Gabriella Gran Sędziowie liniowi: Zuzana Svobodová Johanna Tauriainen |
| Godzina: 21:10 | 2 min. kar |                 | 6 min. kar | Widzów: 3797 Sędzia główny: Gabrielle Ariano-Lortie Gabriella Gran Sędziowie liniowi: Zuzana Svobodová Johanna Tauriainen |

| 15 lutego 2018 | Stany Zjednoczone | 1:2 | Kanada | Kwandong Hockey Center, Gangneung |

| Szczegóły      | Szczegóły                | Szczegóły       | Szczegóły                                       | Szczegóły |
| -------------- | ------------------------ | --------------- | ----------------------------------------------- | --- |
| Godzina: 12:10 | Kendall Coyne (EQ) 40:23 | (0:0, 0:2, 1:0) | Meghan Agosta (PP) 27:18 Sarah Nurse (EQ) 34:56 | Widzów: 3885 Sędzia główny: Aina Hove Katarina Timglas Sędziowie liniowi: Jenni Heikkinen Veronica Johansson |
| Godzina: 12:10 | 12 min. kar              |                 | 8 min. kar                                      | Widzów: 3885 Sędzia główny: Aina Hove Katarina Timglas Sędziowie liniowi: Jenni Heikkinen Veronica Johansson |

| 15 lutego 2018 | Olimpijki rosyjskie | 1:5 | Finlandia | Kwandong Hockey Center, Gangneung |

| Szczegóły      | Szczegóły                | Szczegóły       | Szczegóły | Szczegóły                                                                                              |
| -------------- | ------------------------ | --------------- | --- | --- |
| Godzina: 16:40 | Anna Szochina (EQ) 44:50 | (0:1, 0:2, 1:2) | 17:47 (PP) Michelle Karvinen 20:20 (PP) Michelle Karvinen 39:08 (EQ) Riikka Välilä Minnamari Tuominen (PP) 52:49 Petra Nieminen (EQ) 55:33 | Widzów: 3353 Sędzia główny: Nicole Hertrich Melissa Szkola Sędziowie liniowi: Lisa Linnek Justine Todd |
| Godzina: 16:40 | 8 min. kar               |                 | 4 min. kar | Widzów: 3353 Sędzia główny: Nicole Hertrich Melissa Szkola Sędziowie liniowi: Lisa Linnek Justine Todd |

Tabela
| Lp. | Zespół              | M | Z | Zd | Pd | P | G+ | G- | +/− | Pkt |
| --- | ------------------- | - | - | -- | -- | - | -- | -- | --- | --- |
| 1.  | Kanada              | 3 | 3 | 0  | 0  | 0 | 11 | 2  | +9  | 9   |
| 2.  | Stany Zjednoczone   | 3 | 2 | 0  | 0  | 1 | 9  | 3  | +6  | 6   |
| 3.  | Finlandia           | 3 | 1 | 0  | 0  | 2 | 7  | 8  | –1  | 3   |
| 4.  | Olimpijki rosyjskie | 3 | 0 | 0  | 0  | 3 | 1  | 15 | –14 | 0   |

    = awans do półfinału     = awans do ćwierćfinału

### Grupa B
Wyniki
| 10 lutego 2018 | Japonia | 1:2 | Szwecja | Kwandong Hockey Center, Gangneung |

| Szczegóły      | Szczegóły            | Szczegóły       | Szczegóły                                         | Szczegóły                                                                                              |
| -------------- | -------------------- | --------------- | ------------------------------------------------- | --- |
| Godzina: 16:40 | Rui Ukita (EQ) 36:52 | (0:1, 1:0, 0:1) | Fanny Rask (EQ) 02:21 Sara Hjalmarsson (EQ) 41:53 | Widzów: 3762 Sędzia główny: Katie Guay Melissa Szkola Sędziowie liniowi: Nataša Pagon Zuzana Svobodová |
| Godzina: 16:40 | 2 min. kar           |                 | 8 min. kar                                        | Widzów: 3762 Sędzia główny: Katie Guay Melissa Szkola Sędziowie liniowi: Nataša Pagon Zuzana Svobodová |

| 10 lutego 2018 | Szwajcaria | 8:0 | Korea | Kwandong Hockey Center, Gangneung |

| Szczegóły      | Szczegóły | Szczegóły       | Szczegóły  | Szczegóły |
| -------------- | --- | --------------- | ---------- | --- |
| Godzina: 21:10 | Alina Müller (EQ) 10:23 Alina Müller (EQ) 11:24 Alina Müller (EQ) 19:48 Alina Müller (EQ) 21:26 Phoebe Stänz (EQ) 22:21 Phoebe Stänz (EQ) 37:19 Lara Stalder (PP) 49:42 Lara Stalder (EQ) 51:48 | (3:0, 3:0, 2:0) |            | Widzów: 3606 Sędzia główny: Dina Allen Gabrielle Ariano-Lortie Sędziowie liniowi: Jessica Leclerc Justine Todd |
| Godzina: 21:10 | 12 min. kar |                 | 6 min. kar | Widzów: 3606 Sędzia główny: Dina Allen Gabrielle Ariano-Lortie Sędziowie liniowi: Jessica Leclerc Justine Todd |

| 12 lutego 2018 | Szwajcaria | 3:1 | Japonia | Kwandong Hockey Center, Gangneung |

| Szczegóły      | Szczegóły                                                         | Szczegóły       | Szczegóły             | Szczegóły                                                                                            |
| -------------- | ----------------------------------------------------------------- | --------------- | --------------------- | --- |
| Godzina: 16:40 | Sara Benz (PP) 30:19 Sara Benz (PP) 33:10 Alina Müller (EQ) 44:27 | (0:0, 2:0, 1:1) | 47:33 (EQ) Hanae Kubo | Widzów: 4033 Sędzia główny: Gabriella Gran Aina Hove Sędziowie liniowi: Jenni Heikkinen Nataša Pagon |
| Godzina: 16:40 | 10 min. kar                                                       |                 | 8 min. kar            | Widzów: 4033 Sędzia główny: Gabriella Gran Aina Hove Sędziowie liniowi: Jenni Heikkinen Nataša Pagon |

| 12 lutego 2018 | Szwecja | 8:0 | Korea | Kwandong Hockey Center, Gangneung |

| Szczegóły      | Szczegóły | Szczegóły       | Szczegóły  | Szczegóły |
| -------------- | --- | --------------- | ---------- | --- |
| Godzina: 21:10 | Maja Nylén Persson (PP) 04:00 Elin Lundberg (EQ) 09:47 Johanna Fällman (EQ) 10:17 Erica Udén Johansson (EQ) 17:04 Pernilla Winberg (EQ) 24:08 Emma Nordin (EQ) 41:09 Pernilla Winberg (EQ) 41:45 Rebecca Stenberg (EQ) 45:34 | (4:0, 1:0, 3:0) |            | Widzów: 4244 Sędzia główny: Gabrielle Ariano-Lortie Drahomira Fialova Sędziowie liniowi: Johanna Tauriainen Justine Todd |
| Godzina: 21:10 | 8 min. kar |                 | 6 min. kar | Widzów: 4244 Sędzia główny: Gabrielle Ariano-Lortie Drahomira Fialova Sędziowie liniowi: Johanna Tauriainen Justine Todd |

| 14 lutego 2018 | Szwecja | 1:2 | Szwajcaria | Kwandong Hockey Center, Gangneung |

| Szczegóły      | Szczegóły                 | Szczegóły       | Szczegóły                                       | Szczegóły |
| -------------- | ------------------------- | --------------- | ----------------------------------------------- | --- |
| Godzina: 12:10 | Anna Borgqvist (PP) 47:35 | (0:0, 0:1, 1:1) | 33:51 (PP) Alina Müller 51:28 (EQ) Phoebe Stänz | Widzów: 3545 Sędzia główny: Nikoleta Celárová Katie Guay Sędziowie liniowi: Charlotte Girard-Fabre Lisa Linnek |
| Godzina: 12:10 | 12 min. kar               |                 | 8 min. kar                                      | Widzów: 3545 Sędzia główny: Nikoleta Celárová Katie Guay Sędziowie liniowi: Charlotte Girard-Fabre Lisa Linnek |

| 14 lutego 2018 | Korea | 1:4 | Japonia | Kwandong Hockey Center, Gangneung |

| Szczegóły      | Szczegóły                | Szczegóły       | Szczegóły                                                                               | Szczegóły |
| -------------- | ------------------------ | --------------- | --------------------------------------------------------------------------------------- | --- |
| Godzina: 16:40 | Randi Griffin (EQ) 29:31 | (0:2, 1:0, 0:2) | 01:07 (EQ) Hanae Kubo 03:58 (EQ) Shoko Ono 51:42 (PP) Shiori Koike 58:33 (EQ) Rui Ukita | Widzów: 4110 Sędzia główny: Drahomira Fialova Nicole Hertrich Sędziowie liniowi: Jessica Leclerc Zuzana Svobodová |
| Godzina: 16:40 | 6 min. kar               |                 | 4 min. kar                                                                              | Widzów: 4110 Sędzia główny: Drahomira Fialova Nicole Hertrich Sędziowie liniowi: Jessica Leclerc Zuzana Svobodová |

Tabela
| Lp. | Zespół     | M | Z | Zd | Pd | P | G+ | G- | +/− | Pkt |
| --- | ---------- | - | - | -- | -- | - | -- | -- | --- | --- |
| 1.  | Szwajcaria | 3 | 3 | 0  | 0  | 0 | 13 | 2  | +11 | 9   |
| 2.  | Szwecja    | 3 | 2 | 0  | 0  | 1 | 11 | 3  | +8  | 6   |
| 3.  | Japonia    | 3 | 1 | 0  | 0  | 2 | 6  | 6  | 0   | 3   |
| 4.  | Korea      | 3 | 0 | 0  | 0  | 3 | 1  | 20 | –19 | 0   |

    = awans do ćwierćfinału     = brak awansu do ćwierćfinału

## Mecze o miejsca 5-8.
| 17 lutego 2018 | Szwajcaria | 2:0 | Korea | Kwandong Hockey Center, Gangneung |

| Szczegóły      | Szczegóły                                               | Szczegóły       | Szczegóły  | Szczegóły |
| -------------- | ------------------------------------------------------- | --------------- | ---------- | --- |
| Godzina: 12:10 | Sabrina Zollinger (PP) 16:35 Evelina Raselli (EQ) 38:52 | (1:0, 1:0, 0:0) |            | Widzów: 3811 Sędzia główny: Gabrielle Ariano-Lortie Katarina Timglas Sędziowie liniowi: Jenni Heikkinen Veronica Johansson |
| Godzina: 12:10 | 2 min. kar                                              |                 | 8 min. kar | Widzów: 3811 Sędzia główny: Gabrielle Ariano-Lortie Katarina Timglas Sędziowie liniowi: Jenni Heikkinen Veronica Johansson |

| 17 lutego 2018 | Szwecja | 1:2 pd. | Japonia | Kwandong Hockey Center, Gangneung |

| Szczegóły      | Szczegóły                 | Szczegóły            | Szczegóły                                  | Szczegóły                                                                                        |
| -------------- | ------------------------- | -------------------- | ------------------------------------------ | ------------------------------------------------------------------------------------------------ |
| Godzina: 16:40 | Lisa Johansson (SH) 26:25 | (0:0, 1:1, 0:0, 0:1) | 21:43 (EQ) Shiori Koike 63:16 (EQ) A. Toko | Widzów: 3554 Sędzia główny: Dina Allen Aina Hove Sędziowie liniowi: Jessica Leclerc Justine Todd |
| Godzina: 16:40 | 10 min. kar               |                      | 8 min. kar                                 | Widzów: 3554 Sędzia główny: Dina Allen Aina Hove Sędziowie liniowi: Jessica Leclerc Justine Todd |

Mecz o siódme miejsce
| 20 lutego 2018 | Szwecja | 6:1 | Korea | Kwandong Hockey Center, Gangneung |

| Szczegóły      | Szczegóły | Szczegóły       | Szczegóły              | Szczegóły                                                                                               |
| -------------- | --- | --------------- | ---------------------- | --- |
| Godzina: 12:10 | Sabina Küller (EQ) 05:50 Emmy Alasalmi (PP) 19:37 Erika Grahm (EQ) 36:27 Annie Svedin (EQ) 43:05 Fanny Rask (EQ) 49:31 Lisa Johansson (EQ) 57:19 | (2:1, 1:0, 3:0) | 06:21 (PP) Han Soo-jin | Widzów: 4125 Sędzia główny: Drahomira Fialova Aina Hove Sędziowie liniowi: Jenni Heikkinen Nataša Pagon |
| Godzina: 12:10 | 6 min. kar |                 | 4 min. kar             | Widzów: 4125 Sędzia główny: Drahomira Fialova Aina Hove Sędziowie liniowi: Jenni Heikkinen Nataša Pagon |

Mecz o piąte miejsce
| 20 lutego 2018 | Szwajcaria | 1:0 | Japonia | Kwandong Hockey Center, Gangneung |

| Szczegóły      | Szczegóły                  | Szczegóły       | Szczegóły  | Szczegóły |
| -------------- | -------------------------- | --------------- | ---------- | --- |
| Godzina: 16:40 | Evelina Raselli (EQ) 16:37 | (1:0, 0:0, 0:0) |            | Widzów: 3958 Sędzia główny: Gabriella Gran Katarina Timglas Sędziowie liniowi: Charlotte Girard-Fabre Veronica Johansson |
| Godzina: 16:40 | 6 min. kar                 |                 | 4 min. kar | Widzów: 3958 Sędzia główny: Gabriella Gran Katarina Timglas Sędziowie liniowi: Charlotte Girard-Fabre Veronica Johansson |

## Faza pucharowa
|  |                     |                     |              |                   |                   |                     |                     |           |        |        |       |       |       |
|  | Ćwierćfinały        | Ćwierćfinały        | Ćwierćfinały |                   |                   | Półfinały           | Półfinały           | Półfinały |        |        | Finał | Finał | Finał |
|  | Ćwierćfinały        | Ćwierćfinały        | Ćwierćfinały |                   |                   | Półfinały           | Półfinały           | Półfinały |        |        | Finał | Finał | Finał |
|  |                     |                     |              |                   |                   |                     |                     |           |        |        |       |       |       |
|  |                     |                     |              |                   |                   |                     |                     |           |        |        |       |       |       |
|  |                     |                     |              | Kanada            | Kanada            | 5                   |                     |           |        |        |       |       |       |
|  |                     |                     |              | Kanada            | Kanada            | 5                   |                     |           |        |        |       |       |       |
|  | Olimpijki rosyjskie | Olimpijki rosyjskie | 6            |                   |                   | Olimpijki rosyjskie | Olimpijki rosyjskie | 0         |        |        |       |       |       |
|  | Olimpijki rosyjskie | Olimpijki rosyjskie | 6            |                   |                   | Olimpijki rosyjskie | Olimpijki rosyjskie | 0         |        |        |       |       |       |
|  | Szwajcaria          | Szwajcaria          | 2            |                   |                   |                     |                     |           | Kanada | Kanada | 2     |       |       |
|  | Szwajcaria          | Szwajcaria          | 2            |                   |                   |                     |                     |           | Kanada | Kanada | 2     |       |       |
|  |                     |                     |              |                   |                   | Stany Zjednoczone   | Stany Zjednoczone   | 3 pk.     |        |        |       |       |       |
|  |                     |                     |              |                   |                   | Stany Zjednoczone   | Stany Zjednoczone   | 3 pk.     |        |        |       |       |       |
|  |                     |                     |              | Stany Zjednoczone | Stany Zjednoczone | 5                   |                     |           |        |        |       |       |       |
|  |                     |                     |              | Stany Zjednoczone | Stany Zjednoczone | 5                   |                     |           |        |        |       |       |       |
|  | Finlandia           | Finlandia           | 7            |                   |                   | Finlandia           | Finlandia           | 0         |        |        |       |       |       |
|  | Finlandia           | Finlandia           | 7            |                   |                   | Finlandia           | Finlandia           | 0         |        |        |       |       |       |
|  | Szwecja             | Szwecja             | 2            |                   |                   |                     |                     |           |        |        |       |       |       |
|  | Szwecja             | Szwecja             | 2            |                   |                   |                     |                     |           |        |        |       |       |       |

### Ćwierćfinały
| 17 lutego 2018 | Olimpijki rosyjskie | 6:2 | Szwajcaria | Kwandong Hockey Center, Gangneung |

| Szczegóły      | Szczegóły | Szczegóły       | Szczegóły                                       | Szczegóły |
| -------------- | --- | --------------- | ----------------------------------------------- | --- |
| Godzina: 12:10 | Anna Szochina (SH2) 07:22 Wiktoria Kuliszowa (EQ) 33:53 Liana Ganiejewa (PP) 38:53 Jelena Dergaczowa (EQ) 47:36 Anna Szochina (PP) 53:25 Olga Sosina (SH) 59:08 | (1:0, 2:2, 3:0) | 20:48 (EQ) Alina Müller 31:47 (PP) Lara Stalder | Widzów: 3903 Sędzia główny: Nikoleta Celárová Gabriella Gran Sędziowie liniowi: Charlotte Girard-Fabre Johanna Tauriainen |
| Godzina: 12:10 | 12 min. kar |                 | 8 min. kar                                      | Widzów: 3903 Sędzia główny: Nikoleta Celárová Gabriella Gran Sędziowie liniowi: Charlotte Girard-Fabre Johanna Tauriainen |

| 17 lutego 2018 | Finlandia | 7:2 | Szwecja | Kwandong Hockey Center, Gangneung |

| Szczegóły      | Szczegóły | Szczegóły       | Szczegóły                                          | Szczegóły                                                                                                 |
| -------------- | --- | --------------- | -------------------------------------------------- | --- |
| Godzina: 16:40 | Petra Nieminen (EQ) 06:12 Riikka Välilä (EQ) 11:32 Susanna Tapani (PP) 17:44 Michelle Karvinen (EQ) 27:14 Riikka Välilä (EQ) 29:29 Emma Nuutinen (EQ) 44:35 Sanni Hakala (EQ) 57:47 | (3:0, 2:2, 2:0) | 28:53 (EQ) Emma Nordin 39:12 (SH) Rebecca Stenberg | Widzów: 3803 Sędzia główny: Drahomira Fialova Katie Guay Sędziowie liniowi: Nataša Pagon Zuzana Svobodová |
| Godzina: 16:40 | 4 min. kar |                 | 12 min. kar                                        | Widzów: 3803 Sędzia główny: Drahomira Fialova Katie Guay Sędziowie liniowi: Nataša Pagon Zuzana Svobodová |

### Półfinały
| 19 lutego 2018 | Stany Zjednoczone | 5:0 | Finlandia | Gangneung Hockey Centre, Gangneung |

| Szczegóły      | Szczegóły | Szczegóły       | Szczegóły   | Szczegóły                                                                                                  |
| -------------- | --- | --------------- | ----------- | --- |
| Godzina: 13:10 | Gigi Marvin (EQ) 02:25 Dani Cameranesi (EQ) 18:38 Jocelyne Lamoureux-Davidson (PP2) 33:21 Hilary Knight (PP) 33:55 Dani Cameranesi (PP) 40:45 | (2:0, 2:0, 1:0) |             | Widzów: 5173 Sędzia główny: Nikoleta Celárová Nicole Hertrich Sędziowie liniowi: Nataša Pagon Justine Todd |
| Godzina: 13:10 | 6 min. kar |                 | 12 min. kar | Widzów: 5173 Sędzia główny: Nikoleta Celárová Nicole Hertrich Sędziowie liniowi: Nataša Pagon Justine Todd |

| 19 lutego 2018 | Kanada | 5:0 | Olimpijki rosyjskie | Gangneung Hockey Centre, Gangneung |

| Szczegóły      | Szczegóły | Szczegóły       | Szczegóły   | Szczegóły                                                                                               |
| -------------- | --- | --------------- | ----------- | --- |
| Godzina: 21:10 | Jenn Wakefield (EQ) 01:50 Marie-Philip Poulin (EQ) 23:10 Jenn Wakefield (EQ) 41:59 Emily Clark (EQ) 42:30 Rebecca Johnston (PP) 54:08 | (1:0, 1:0, 3:0) |             | Widzów: 3396 Sędzia główny: Katie Guay Melissa Szkola Sędziowie liniowi: Lisa Linnek Johanna Tauriainen |
| Godzina: 21:10 | 4 min. kar |                 | 16 min. kar | Widzów: 3396 Sędzia główny: Katie Guay Melissa Szkola Sędziowie liniowi: Lisa Linnek Johanna Tauriainen |

### Mecz o trzecie miejsce
| 21 lutego 2018 | Finlandia | 3:2 | Olimpijki rosyjskie | Kwandong Hockey Center, Gangneung |

| Szczegóły      | Szczegóły                                                                     | Szczegóły       | Szczegóły                                            | Szczegóły |
| -------------- | ----------------------------------------------------------------------------- | --------------- | ---------------------------------------------------- | --- |
| Godzina: 16:40 | Petra Nieminen (PP) 02:23 Susanna Tapani (EQ) 20:10 Linda Välimäki (EQ) 32:18 | (1:0, 2:1, 0:1) | 22:40 (EQ) Olga Sosina 46:03 (PP) Ludmiła Bieliakowa | Widzów: 3217 Sędzia główny: Dina Allen Gabrielle Ariano-Lortie Sędziowie liniowi: Jessica Leclerc Justine Todd |
| Godzina: 16:40 | 8 min. kar                                                                    |                 | 35 min. kar                                          | Widzów: 3217 Sędzia główny: Dina Allen Gabrielle Ariano-Lortie Sędziowie liniowi: Jessica Leclerc Justine Todd |

### Finał
| 22 lutego 2018 | Kanada | 2:3 pk. | Stany Zjednoczone | Gangneung Hockey Centre, Gangneung |

| Szczegóły      | Szczegóły                                             | Szczegóły                 | Szczegóły                                                                                             | Szczegóły |
| -------------- | ----------------------------------------------------- | ------------------------- | --- | --- |
| Godzina: 13:10 | Haley Irwin (EQ) 22:00 Marie-Philip Poulin (EQ) 26:55 | (0:1, 2:0, 0:1, 0:0, 0:1) | 19:34 (PP) Hilary Knight 53:39 (EQ) Monique Lamoureux-Morando 80:00 (GWG) Jocelyne Lamoureux-Davidson | Widzów: 4467 Sędzia główny: Nicole Hertrich Katarina Timglas Sędziowie liniowi: Lisa Linnek Johanna Tauriainen |
| Godzina: 13:10 | 12 min. kar                                           |                           | 6 min. kar                                                                                            | Widzów: 4467 Sędzia główny: Nicole Hertrich Katarina Timglas Sędziowie liniowi: Lisa Linnek Johanna Tauriainen |

## Klasyfikacja końcowa
| Msc. | Reprezentacja       |
| ---- | ------------------- |
|      | Stany Zjednoczone   |
|      | Kanada              |
|      | Finlandia           |
| 4    | Olimpijki rosyjskie |
| 5    | Szwajcaria          |
| 6    | Japonia             |
| 7    | Szwecja             |
| 8    | Korea               |

## Statystyki
Zawodniczki z pola:
| Zawodnik                    | Drużyna           | M | G | A | Pkt | +/− | MIN |
| --------------------------- | ----------------- | - | - | - | --- | --- | --- |
| Alina Müller                | Szwajcaria        | 6 | 7 | 3 | 10  | +5  | 4   |
| Christine Meier             | Szwajcaria        | 6 | 0 | 8 | 8   | +4  | 0   |
| Mélodie Daoust              | Kanada            | 5 | 3 | 4 | 7   | +7  | 2   |
| Marie-Philip Poulin         | Kanada            | 5 | 3 | 3 | 6   | +5  | 8   |
| Lara Stalder                | Szwajcaria        | 6 | 3 | 3 | 6   | +3  | 4   |
| Michelle Karvinen           | Finlandia         | 6 | 3 | 3 | 6   | –1  | 2   |
| Fanny Rask                  | Szwecja           | 6 | 2 | 4 | 6   | +4  | 0   |
| Jocelyne Lamoureux-Davidson | Stany Zjednoczone | 5 | 4 | 1 | 5   | +3  | 0   |
| Riikka Välilä               | Finlandia         | 6 | 4 | 1 | 5   | –2  | 0   |
| Rebecca Johnston            | Kanada            | 5 | 3 | 2 | 5   | +2  | 2   |
| Dani Cameranesi             | Stany Zjednoczone | 5 | 3 | 2 | 5   | +1  | 0   |

Bramkarki:
| Zawodnik           | Drużyna           | M | MIN    | SO | GAA  | %     |
| ------------------ | ----------------- | - | ------ | -- | ---- | ----- |
| Shannon Szabados   | Kanada            | 5 | 200:00 | 1  | 1,20 | 94,94 |
| Maddie Rooney      | Stany Zjednoczone | 4 | 258:56 | 1  | 1,16 | 94,57 |
| Sara Grahn         | Szwecja           | 5 | 262:14 | 1  | 1,83 | 94,48 |
| Florence Schelling | Szwajcaria        | 5 | 298:19 | 2  | 1,41 | 94,17 |
| Nana Fujimoto      | Japonia           | 4 | 236:30 | 0  | 1,78 | 91,95 |

## Nagrody

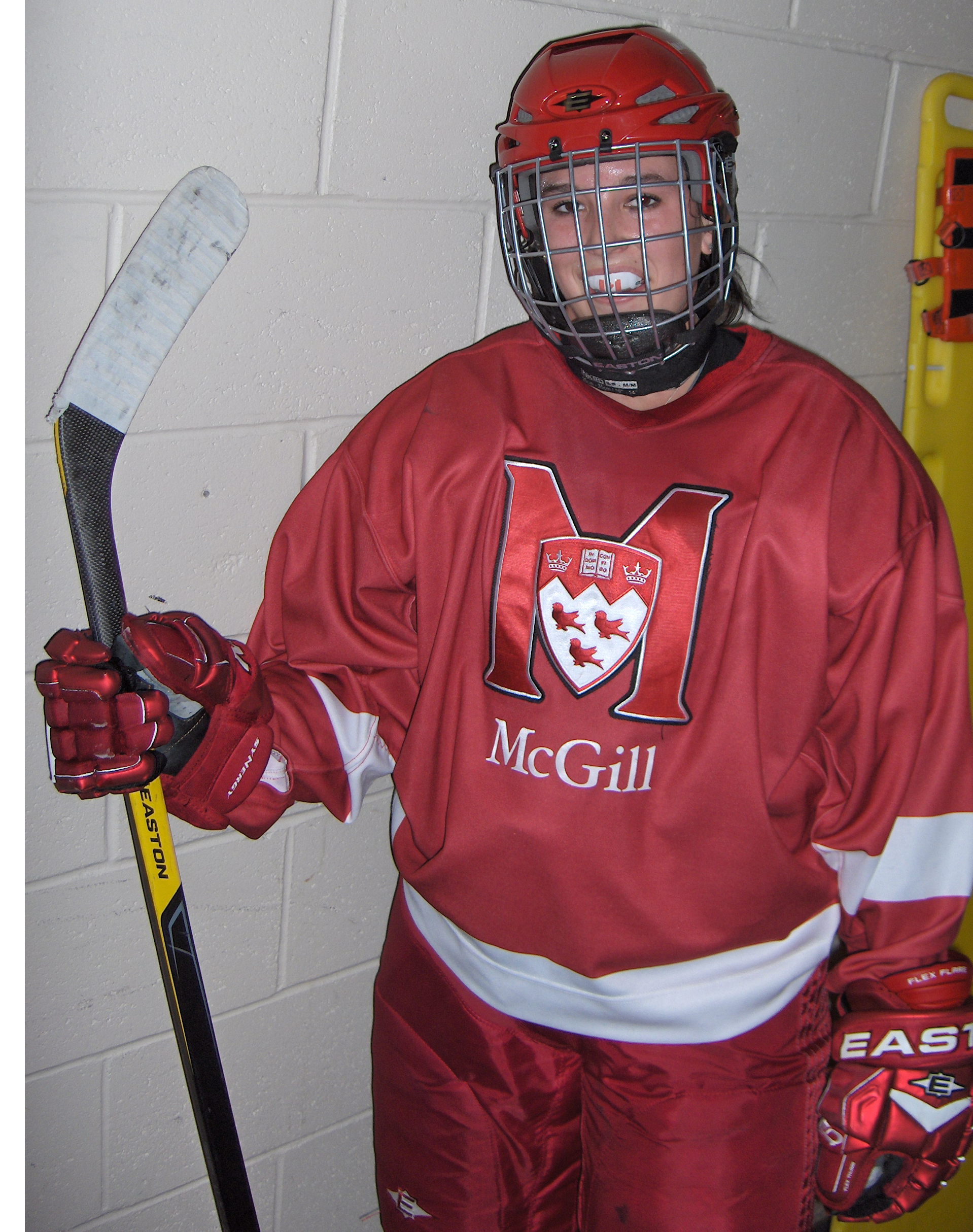
Mélodie Daoust MVP turnieju olimpijskiego.

Po zakończeniu turnieju wręczono najlepszym zawodniczkom nagrody:
- Najbardziej Wartościowa Zawodniczka (MVP) turnieju:  Mélodie Daoust
- Najlepszy bramkarka turnieju:  Shannon Szabados
- Najlepszy obrończyni turnieju:  Jenni Hiirikoski
- Najlepszy napastniczka turnieju:  Alina Müller

Skład gwiazd turnieju
- Bramkarka:  Noora Räty
- Obrończyni:  Jenni Hiirikoski,  Laura Fortino
- Napastniczka:  Mélodie Daoust,  Jocelyne Lamoureux-Davidson,  Alina Müller